# 1050
1050 (ML) var ett normalår som började en måndag i den julianska kalendern.

## Händelser

### Okänt datum
- Emund den gamle efterträder sin bror Anund Jakob som kung av Sverige vid dennes död.
- Möjligen utkämpas ett krig mellan Sverige och Danmark detta år, varefter den första kända gränsdragningen mellan länderna äger rum.
- Det sydindiska Cholariket erövrar Malackahalvön och Maldiverna.

## Födda
- 11 november – Henrik IV, kung av tysk-romerska riket.
- Halsten, kung av Sverige 1067–1070 och möjligen även 1079 eller 1080–1084 (född omkring detta år).
- Olav Kyrre, kung av Norge 1069–1093 (född omkring detta år).
- Olof Hunger, kung av Danmark 1086–1095 (född omkring detta år).
- Paschalis II, född Ranierius, påve 1099–1118 (född omkring detta år).
- Muirchertach Ua Briain, storkonung av Irland 1101–1119 (född omkring detta år).

## Avlidna
- 10 februari – Ingegärd, dotter till Olof Skötkonung.
- Juni – Zoë Porphyrogenita, kejsarinna i Bysantinska riket.
- Anund Jakob, kung av Sverige sedan 1022.